# Curicó
Curicó – miasto i gmina w środkowym Chile, w regionie Maule, w Dolinie Środkowochilijskiej; ośrodek administracyjny prowincji Curicó. Gmina zajmuje powierzchnię 1328 km², a w 2017 roku zamieszkiwało ją 149 136 mieszkańców, z czego na samo miasto przypadały 126 092 osoby.
W mieście rozwinął się przemysł spożywczy.